# Maggy Breittmayer
Maggy Breittmayer (Genève, 2 september 1888 - aldaar, 6 mei 1961) was een Zwitserse violiste.

## Biografie
Maggy Breittmayer was een dochter van Henri Jean Breittmayer, een rechter, en van Olga Amélie Soltermann. Ze studeerde viool bij Henri Marteau aan het conservatorium van Genève. Ze verkreeg een beurs van de Zwitserse vereniging voor muzikanten, wat uitzonderlijk was voor een vrouw, en vervolledigde in 1909 haar opleiding bij Carl Flesch in Berlijn. Vanaf 1911 werd ze zelf lerares aan het conservatorium van Genève. Voor de Eerste Wereldoorlog had ze een succesvolle carrière als soliste, zowel in Zwitserland als in het buitenland. Ze speelde veelal werken van Emile Jaques-Dalcroze. De oorlog en waarschijnlijk ook het feit dat de muziekwereld in die tijd nog door mannen werd gedomineerd, maakten echter dat zij haar carrière niet kon doorzetten. In 1918 was ze een stichtend lid van het Orchestre de la Suisse romande. In de jaren 1940 presenteerde ze verscheidene radio-uitzendingen over de viool.

## Trivia

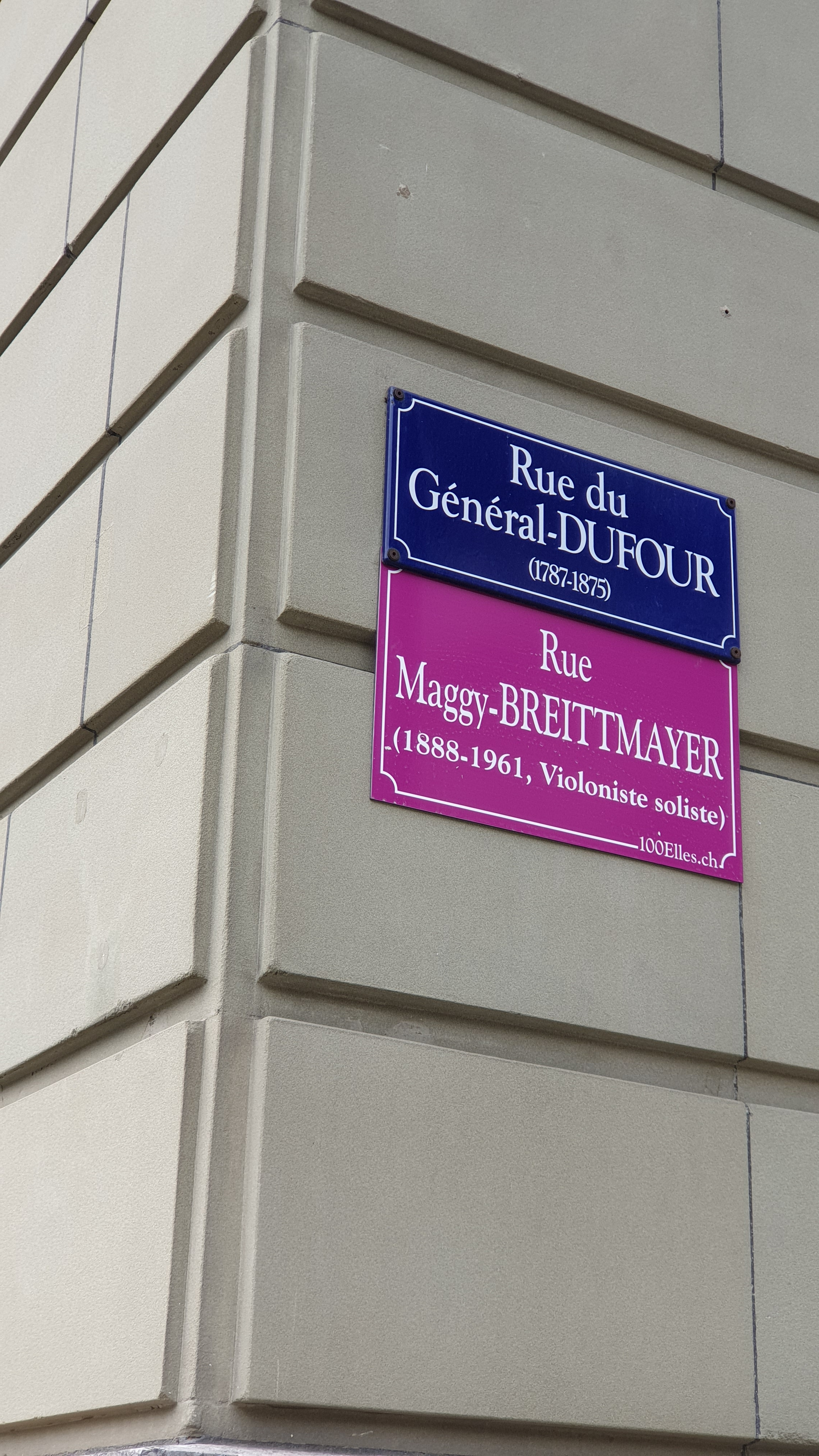
Alternatief straatnaambord van de actie 100Elles* in Genève, 2019.

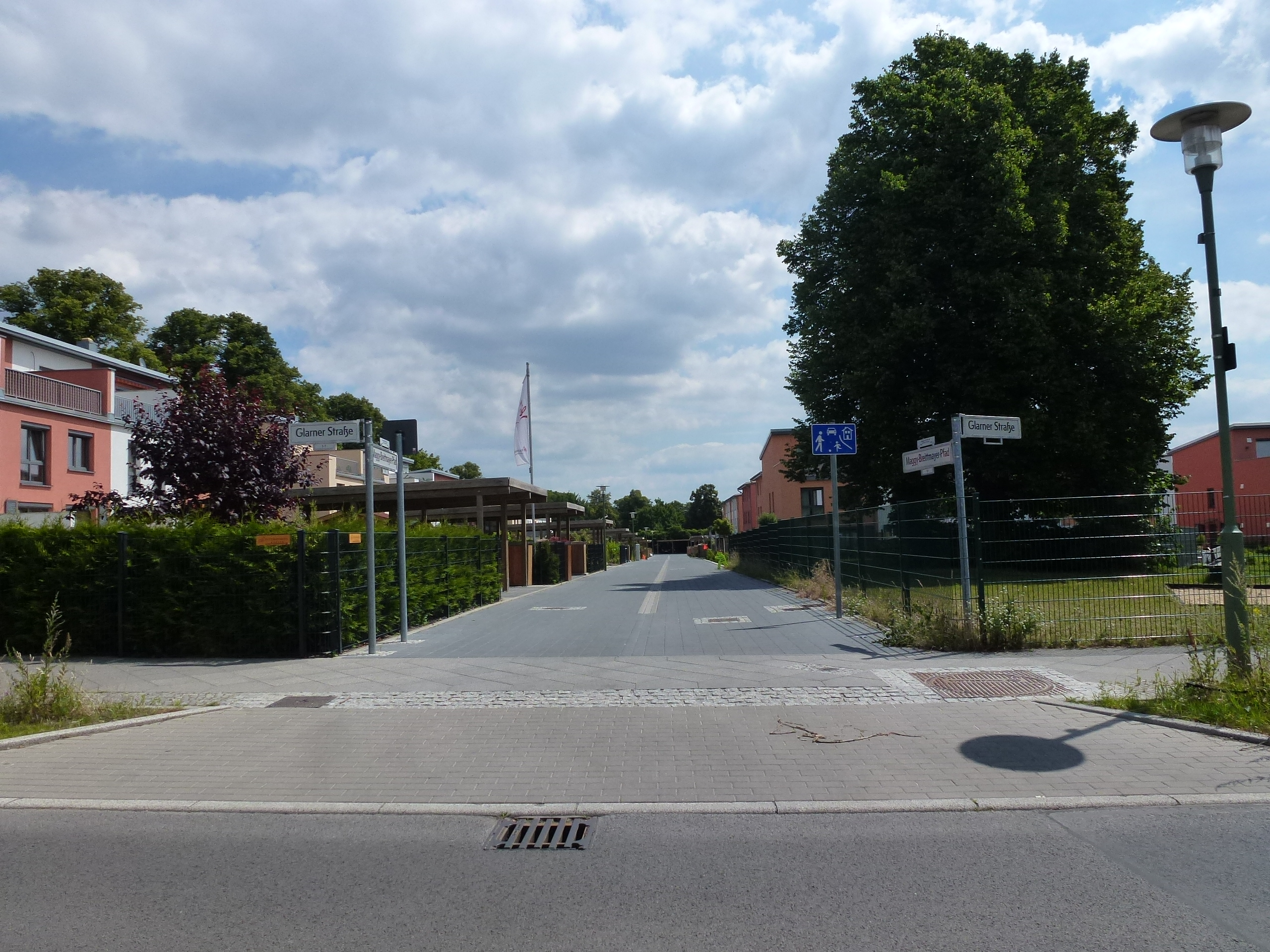
Straatzicht van het Maggy-Breittmayer-Pfad, 2014.

- In 2019 werd in Genève door de actie 100Elles* een alternatief straatnaambord opgericht ter ere van Maggy Breittmayer.
- In de Berlijnse buitenwijk Berlin-Lichterfelde is sinds 2001 een kleine straat naar haar vernoemd, het Maggy-Breittmayer-Pfad.